# 高衍孙
高衍孙（？—？），字元长，兩浙東路鄞县（今浙江宁波）人。南宋政治人物、经学家。

## 生平
高開孙，礼部侍郎高闶从孙，高文善子，礼部侍郎高似孫堂弟，礼部尚书高衡孙兄，伯父高文虎。曾任昆山（今苏州）县丞。南宋嘉定十二年（1219年），嘉定縣首置县，高衍孙为首任知县，同年五月到任，于今北大街原酒坊址建嘉定县署，占地27.42亩，是嘉定有史可查的最早政府机构。今上海嘉定城墙为高衍孙主持创建，初为土城。高衍孙又在嘉定建县第二年创设嘉定孔庙，创办庙学，庙学合一，减免税赋，是“教化嘉定”之始，又建嘉定城隍庙、社仓等设施，並且開挖嘉定环城河。

## 著作
著有《五书韵总》，五卷，是学习五经的工具书，简明易行。收录于明焦竑《国史经籍志》中。